# Jaime González
Jaime González Ortiz (ur. 1 kwietnia 1938, zm. 1979) – kolumbijski piłkarz grający podczas kariery na pozycji obrońcy. 

## Kariera klubowa
Karierę piłkarską Jaime González rozpoczął w klubie América Cali w 1960. Millonarios w 1957. Z Millonarios zdobył mistrzostwo Kolumbii w 1964. W 1968 był zawodnikiem Deportivo Pereira, a w latach 1969-1970 w Deportes Tolima. Piłkarską karierę zakończył w Deportivo Pereira w 1971. Ogółem w latach 1960-1971 rozegrał w lidze kolumbijskiej 346 spotkań, w których zdobył 3 bramki.

## Kariera reprezentacyjna
W reprezentacji Kolumbii González zadebiutował 1 kwietnia 1962 w zremisowanym 2-2 towarzyskim spotkaniu z Meksykiem. 
W tym samym roku został powołany przez selekcjonera Adolfo Pedernerę do kadry na Mistrzostwa Świata w Chile. Na Mundialu González wystąpił we wszystkich trzech meczach z Urugwajem, ZSRR oraz Jugosławią, który był jego ostatnim meczem w reprezentacji. W 1963 był w kadrze na Copa América.
W 1962 roku rozegrał w kadrze narodowej 5 spotkań.